# Confraria da Costa

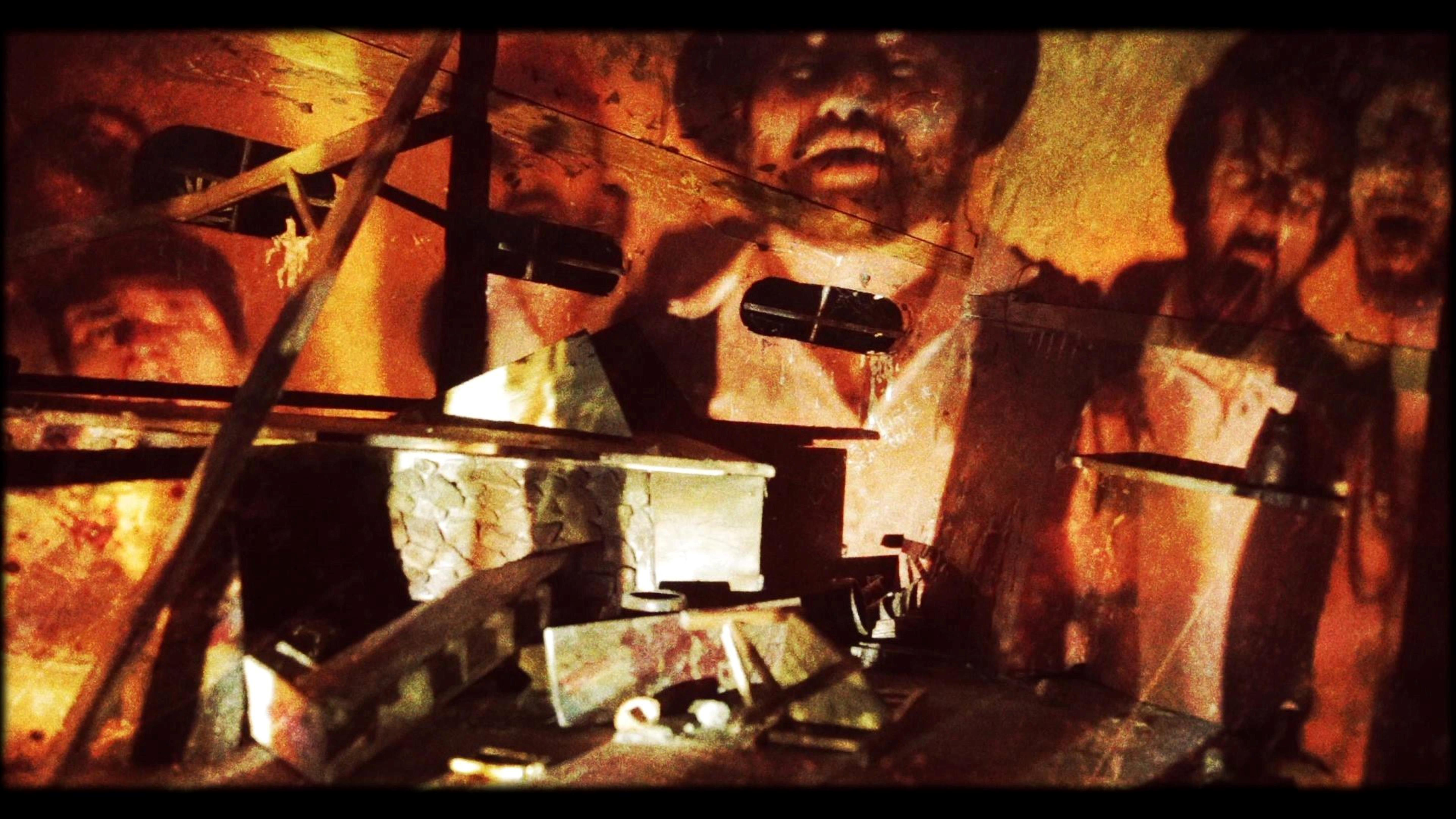
Material de divulgação do álbum "Motim" (2015)

Confraria da Costa é uma banda de rock pirata de Curitiba fundada em 2010. A sua música tem influências do blues, folk, jazz, música cigana (Gypsy) e música erudita. Suas composições são em português e fazem uma reflexão cínica e irônica sobre o homem, a sociedade, o alto mar e os meandros da vida e da morte. Seus shows são enérgicos e performáticos, de acordo com a temática das músicas. A banda possui três discos lançados, o homônimo "Confraria da Costa" de 2010, "Canções de Assassinato" de 2012 e "Motim" de 2015.

## Discografia

### Estúdio
- 2010 - Confraria da Costa
- 2012 - Canções de Assassinato
- 2015 - Motim

### Ao vivo
- 2010 - Pirata Ao Vivo

## Integrantes
- Ivan Halfon - vocal, violão, banjo, flauta
- Luigi Pantaleoni - baixo elétrico, contrabaixo, vocal de apoio
- Abdul Osiecki - bateria, vocal de apoio
- Dave Bohnke - violino
- Anderson de Lima - guitarra, vocal de apoio

## Ex-integrantes
- Jan Kossobudzki - violino
- Marcello Stancati - guitarra, bandolim
- Roger Vaz - violino
- Hermann Ruthes - guitarra
- Marco Polo - violino
- Jhonatan Carvalho - sax, trompete, vocal de apoio
- André Nigro - percussão
- Richard Lemberg - violino